# Typhlosaurus braini
Espèce
Typhlosaurus braini est une espèce de sauriens de la famille des Scincidae.

## Répartition
Cette espèce est endémique de Namibie.

## Description
C'est un saurien vivipare.

## Étymologie
Cette espèce est nommée en l'honneur de Charles Kimberlin Brain.

## Publication originale
- Haacke, 1964 : Description of two new species of lizards and notes on Fitzsimonsia brevipes (FitzSimons) from the central Namib desert. Scientific Papers of the Namib Desert Research Station, vol. 25, p. 1-15.